# Kirchenkreis Moers
Der Kirchenkreis Moers ist einer der 37 Kirchenkreise in der Evangelischen Kirche im Rheinland (EKiR) mit Sitz in Moers. Zu ihm gehören 21 Kirchengemeinden.

## Gebiet
Das Gebiet des Kirchenkreises liegt am linken Ufer des Niederrheins. Es erstreckt sich über die linksrheinischen Stadtteile der kreisfreien Stadt Duisburg, über die Kommunen Alpen, Kamp-Lintfort, Moers, Neukirchen-Vluyn und Rheinberg im Kreis Wesel und Teile der Kommunen Rheurdt und Issum im Kreis Kleve.
Der Kirchenkreis grenzt, von Süden aus im Uhrzeigersinn, an die rheinischen Kirchenkreise Krefeld-Viersen, Kleve, Dinslaken und Duisburg.

## Geschichte
Das Gebiet des Kirchenkreises entspricht weitgehend dem der Grafschaft Moers, in der 1560 die Reformation eingeführt und 1561 durch eine Kirchenordnung gesichert wurde. 1581 ging die Grafschaft durch eine neue Kirchenordnung zum Calvinismus über, der in der Zeit der Zugehörigkeit zu Nassau-Oranien (1601–1702) weiter vertieft wurde. Die meisten der schon seit dem 16. Jahrhundert bestehenden Gemeinden im Kirchenkreis behielten ihre stark reformierte Prägung mindestens bis in die Epoche des Kirchenkampfes im 20. Jahrhundert.
Spätestens 1608, vermutlich aber schon einige Jahre zuvor, wurde die Classis Moers gegründet, in der die Kirchengemeinden Baerl, Budberg, Krefeld, Kapellen, Friemersheim, Hochemmerich, Homberg, Neukirchen, Moers, Repelen und Vluyn vereinigt waren. Auch die Kirchengemeinde in der bereits seit 1557 evangelischen Reichsfreiherrlichkeit Hoerstgen gehörte von Beginn an der Classis an, später auch die im zur Grafschaft Neuenahr und ab 1602 zur Grafschaft Bentheim gehörenden Alpen, die im zum Herzogtum Geldern gehörenden Viersen, die im zum Herzogtum Kleve gehörenden Wallach und die in oranischer Zeit im vormals kurkölnischen Rheinberg neu gegründete Gemeinde. All diese Gemeinden waren spätestens im 17. Jahrhundert reformiert. In den Orten im heutigen Kirchenkreis, die zu Kurköln gehörten, konnte sich die Reformation nicht durchsetzen; evangelische Gemeinden entstanden dort erst im 19. oder 20. Jahrhundert. 
Nachdem das Gebiet 1702 an Brandenburg-Preußen gefallen war, wurde die Classis in die reformierte Kirche von Jülich-Kleve-Berg integriert und bildete im Landesteil Kleve eine vierte neben den drei bereits seit 1610 bestehenden Classes Duisburg, Kleve und Wesel. Als weitere Gebiete des Rheinlands durch den Wiener Kongress 1815 preußisch geworden waren, wurden 1817 in der späteren Rheinprovinz zur Neuordnung des Kirchenwesens 22 Kirchenkreise gegründet. Die Classis Moers wurde zum Kirchenkreis Moers (nach damaligem Sprachgebrauch zur Synode Meurs), incl. der im 18. Jahrhundert aufgrund der preußischen Garnison entstandenen lutherischen Gemeinde, die aber schon 1818 mit der viel größeren reformierten Gemeinde fusionierte, aber ohne Krefeld und Viersen, die zum Kirchenkreis Gladbach kamen. 
Vor allem durch den Neukirchener Pfarrer Andreas Bräm und den von ihm 1845 gegründeten Neukirchener Erziehungsverein wurde der Kirchenkreis zu einer Hochburg der Erweckungsbewegung und der Inneren Mission. Im Kirchenkampf hielt sich die Mehrheit der Pfarrer, darunter auch der Superintendent Karl Denkhaus, zur Bekennenden Kirche.

## Kirchengemeinden
Nach mehreren Gemeindefusionen gehören (Stand Januar 2023) folgende Kirchengemeinden zum Kirchenkreis:
- Alpen (Evangelische Kirche (Alpen))
- Baerl (Evangelische Dorfkirche Baerl)
- Budberg (Evangelische Kirche Budberg)
- Bönninghardt (Evangelische Kirche Bönninghardt)
- Emmauskirchengemeinde (Bergheim, Friemersheim, Hochemmerich, Rheinhausen-Mitte, Rumeln-Kaldenhausen, Christuskirche (Hochemmerich), Erlöserkirche (Rheinhausen), Friedenskirche (Bergheim), Evangelische Dorfkirche Friemersheim, Evangelische Kirche Rumeln, Evangelische Kirche Kaldenhausen)
- Essenberg-Hochheide (Evangelische Kirche Hochheide)
- Gehörlosenseelsorge (monatliche Gottesdienste in der Stadtkirche Moers)
- Hoerstgen (Evangelische Kirche Hoerstgen, Gemeindezentrum Rheurdt, Gemeindehaus Sevelen)
- Homberg (Haus der Gemeinde Homberg; die Evangelische Kirche Duisburg-Homberg ("Rheinkirche") wurde entwidmet und dient seitdem als Kolumbarium)
- Kapellen (Evangelische Dorfkirche Kapellen)
- Lintfort (Christuskirche (Lintfort), Kreuzkirche)
- Moers (Stadtkirche Moers)
- Moers-Asberg (Evangelische Kirche Asberg)
- Moers-Hochstraß
- Moers-Scherpenberg (Christuskirche (Scherpenberg))
- Neukirchen (Dorfkirche Neukirchen, Johanniskirche (Rayen))
- Orsoy (Evangelische Kirche Orsoy)
- Rheinberg (Evangelische Kirche Rheinberg)
- Rheinkamp (Gemeindesaal Eick, Gemeindehaus Meerbeck, Evangelische Dorfkirche Repelen, Evangelische Kirche Utfort)
- Schwafheim (Dorfkirche Schwafheim)
- Vluyn (Dorfkirche Vluyn)
- Wallach-Ossenberg-Borth (Evangelische Kirche Wallach, Schlosskapelle Ossenberg)

## Leitung
Die Leitung des Kirchenkreises liegt bei der Kreissynode, die in der Regel zweimal im Jahr tagt, beim Kreissynodalvorstand und beim Superintendenten. Als Superintendent amtiert seit 2016 Pfarrer Wolfram Syben.

## Einrichtungen
Der Kirchenkreis unterhält ein Familienbildungswerk sowie gemeinsam mit dem Kirchenkreis Duisburg die Evangelische Beratungsstelle Duisburg/Moers. Die Diakonie wird seit 2015 durch die Grafschafter Diakonie wahrgenommen, die der Diakonie Deutschland angehört.

## Mitgliederstatistik
Laut der Volkszählung 1987 gehörten damals 42,1 % – 137.600 der 326.500 – Einwohner zur Evangelischen Kirche im Rheinland. Die Zahl der evangelischen Kirchenmitglieder ist seitdem gesunken. Anfang 2021 lebten im Gebiet des Kirchenkreises 350.800 Einwohner, wovon 25,2 % (89.400) Mitglieder der Landeskirche waren.